# Даугавас локи
Да́угавас ло́ки, Излу́чины Да́угавы (латыш. Dabas parks Daugavas loki) — природный парк в Аугшдаугавском и Краславском краях Латвии, располагающийся по обеим сторонам реки Даугавы (Западной Двины) между Даугавпилсом и Краславой, где Даугава, протекая по древней долине, создаёт 8 меандров.
Площадь парка 12 969 га (130 км²). Природный парк создали 25 февраля 1990 года, чтобы сохранить уникальный природный объект. При создании парка было остановлено строительство Даугавпилсской ГЭС. В деревне Слутишки на Марковой тропе установлен столб, до которого могла бы подняться вода в водохранилище Даугавпилсской ГЭС.

Васаргелишская смотровая башня

## Природа
Перепады высот в парке составляют до 50 метров и выше (местечко Саргелишки находится на высоте 160 метров над уровнем моря, а Даугава, находящаяся в 840 метрах от этого посёлка, протекает на высоте 90 метров над уровнем моря).
На территории парка находятся два самых крупных обрыва в Латвии. Самый крупный — Верверский обрыв (Ververu krauja) высотой 42 метра.
В «Daugavas loki» течёт большое количество ручьёв. Самый крупный из них — один из притоков Даугавы — Мелнкалне. В парке зарегистрировано 696 видов растений. Леса занимают 38 % территории парка.

## Исторические объекты
Парк богат культурно-историческими ценностями: церкви в Юзефове, Сикели, Спрукты; дворец Розалишкского поместья, в котором во время первой мировой войны располагался пункт русской армии. Вблизи имелась небольшая узкоколейная железная дорога. Имеются два городища: Марково и Вецрачинское. Старообрядческая деревня Слутишки также является жемчужиной этого парка. Всего в парке находятся 23 памятника археологии. В местечке Васаргелишки, на холме возле Даугавы, находится смотровая башня высотой 18 метров. В парке также создан макет Динабургского замка, от которого берет начало Даугавпилс. В советское время на некоторых территориях парка находились карьеры, из которых добывался гравий. После создания парка любая добыча ископаемых на территории парка запрещена.
По данным информационного туристического центра в 2007 году природный парк «Даугавас локи» посетили около 7 000 человек.

## Галерея

окрестности Васаргелишской смотровой башни
долина Даугавы (апрель 2009 г.)
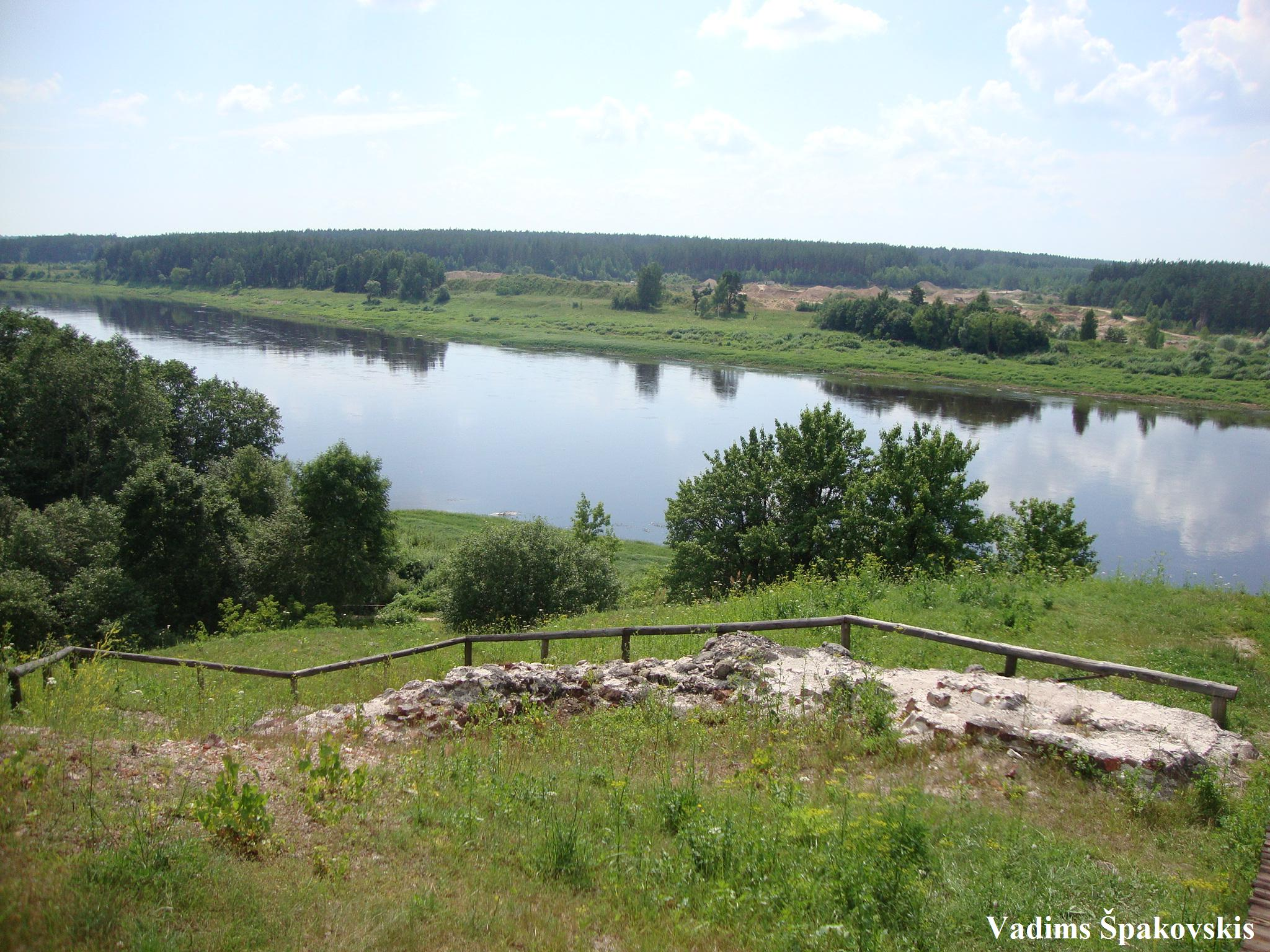
развалины Динабургского замка
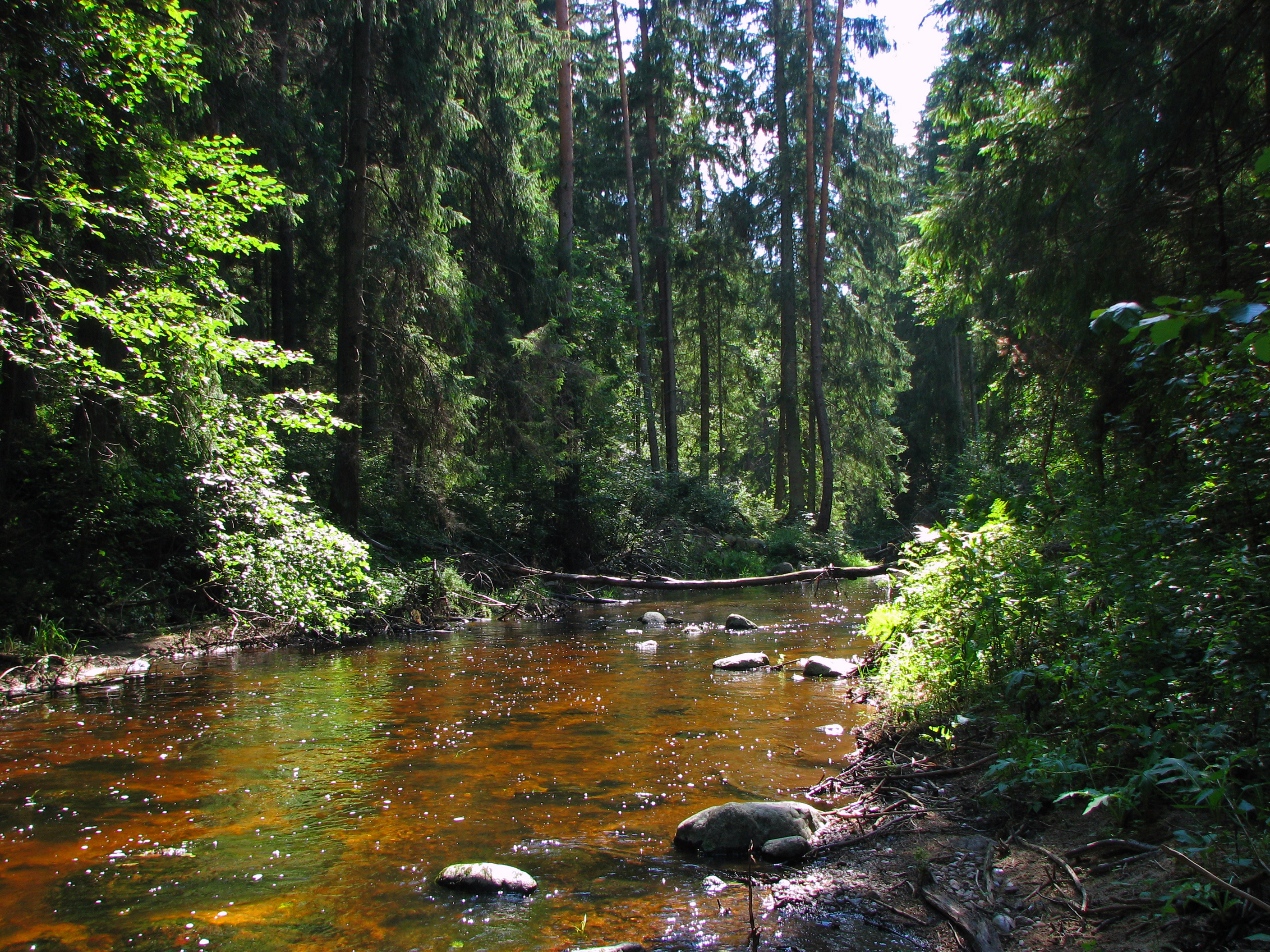
речка Рудня